# Correspondance diplomatique
La correspondance diplomatique est l'ensemble des écrits échangés entre États par l’intermédiaire de leurs représentations diplomatiques.
La préparation de cette correspondance répond à des exigences extrêmement précises et exige une attention particulière. La portée de chaque mot et de chaque phrase y est minutieusement pesée.

## Entre États

### La lettre (diplomatique)
Les lettres sont de la correspondance entre chefs d’État, généralement utilisée pour la nomination et le rappel des ambassadeurs ; pour l’annonce du décès d’un souverain ou d’une accession au trône ; ou pour exprimer des félicitations ou des condoléances.

### Note verbale
Une note verbale est une forme formelle de note et est ainsi nommée parce qu’elle représentait à l’origine un enregistrement formel d’informations délivrées oralement.

### Autres documents

#### Les lettres de créance
Les lettres de créance sont signées par le chef de l'État accréditant des ambassadeurs à l’étranger.